# AB 41 (装甲車)

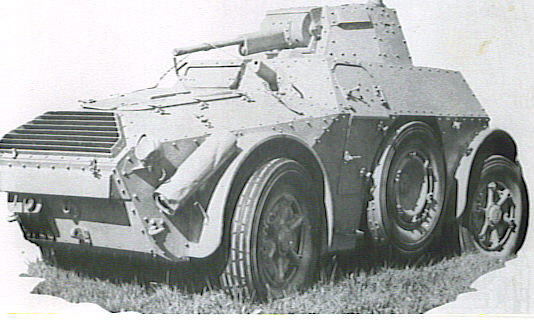
AB 41 後方から。

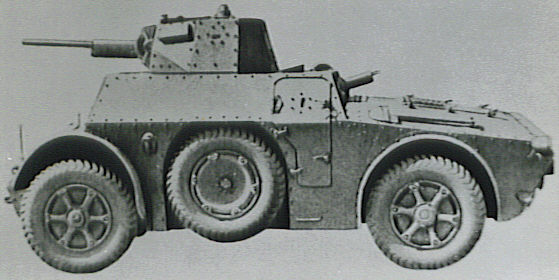
AB 41 左側面から。

AB 40およびその小改良型のAB 41は、第二次世界大戦中にイタリアで量産された装輪装甲車である。日本では、伊語で装甲車を指す表音をカナ表記した「アウトブリンダ」が本車両の呼び名としてよく知られる。1940年にイタリア軍に制式採用され、1943年9月の休戦までに624両が生産され、使用された。イタリア休戦後は、引き続きドイツ軍やイタリア社会共和国（RSI）軍で大戦終了まで使われた。

## 開発と生産
イタリア陸軍は、スペイン内戦や、北アフリカや東アフリカでの植民地での戦闘経験から、路外機動性の高い装甲車を求めていた。フィアット・アンサルドはこれに応え、1938年の木製モックアップを経て、1939年5月、ABM1と呼ばれる試作車を完成させた。
その後の試験と改良を経て、同車はAB 40（Autoblindo＝装甲車、40年型）として採用され、1940年10月から量産が開始された。
- - AB 40

- - AB 40 三面図

車体は圧延鋼板のリベット接合で、避弾経始を考慮し傾斜装甲が取り入れられていたが、車体前・側面で9mm、砲塔前面で18mmと、比較的軽装甲であった。後進用に戦闘室後部に後ろ向きの副操縦席が設けられているのはこの時代の装甲車としては一般的で、その隣には防御用に後方車体銃が設けられていたが、これは背の高いエンジン室に遮られ、射界は限られたものだった。また、戦闘室とエンジン室の間には隔壁がなく、このため熱気や騒音で車内の居住性はよくなかった。
足回りは4輪駆動独立懸架、4輪操舵で、車体中央に置かれたデファレンシャルから X 字形に4輪に駆動軸を伸ばした独特の機構であった。この機構のため、各車輪はサスペンションの作動の自由度が高く、高い不整地走行性能を発揮させることができた。ただし、ギア部が複雑になり整備が難しく、また高速走行時に車輪がぶれる難点もあった。この走行装置は、後に北アフリカの砂漠戦用に開発された非装甲の高機動車輌、カミオネッタ・サハリアナ42（AS 42）にも流用された。
車体左右中央部には、埋め込み式にスペアタイヤが置かれ、起伏の大きい不整地で車体中央が接地するのを防ぐ役も担った。
初期の生産車は砲塔にブレダ M38 8 mm 車載機関銃の連装を備えるだけだったが、この仕様の生産車は少数に留まり、1941年からはL6/40軽戦車と略同型の砲塔にブレダ M35 65口径 20 mm機関砲を搭載した型へと生産が切り替わり、これが主量産型となった。20 mm機関砲搭載型も当初は同じAB 40の名称だったが、1942年にAB 41の別名称が与えられた。
AB40/41は、騎兵部隊、自動車化歩兵部隊、機甲師団の偵察部隊、軍警察部隊などに配備され、第二次大戦を通して全戦線で使用された。

## バリエーション
Autoblinda Ferrovaria（鉄道装甲車）
鉄道警備用に、通常の車輪を軌道走行用の車輪に交換可能にしたもの。1942年に20両が作られた。ベースはAB 40、AB 41の両方があった。通常型では車体中央のスペアタイヤ・ハウジングには左右1本ずつが装着されているだけだが、鉄道装甲車ではここに、タイヤまたは鉄道走行用の鉄輪を2本ずつ装着できるようになっていた。鉄道警備用の特別装備として、砲塔にサーチライト、車体前後に滑り止めの砂撒布装置が付けられた。主にバルカン戦線で対パルチザン警備に用いられた。
Autoblinda Comando 42（指揮装甲車42年型）
AB 41をベースに砲塔を撤去、戦闘室を上方に増積した自走砲部隊用指揮車。1942年に試作され、1943年に50両が発注されたが、イタリア休戦により生産車は完成しなかった。

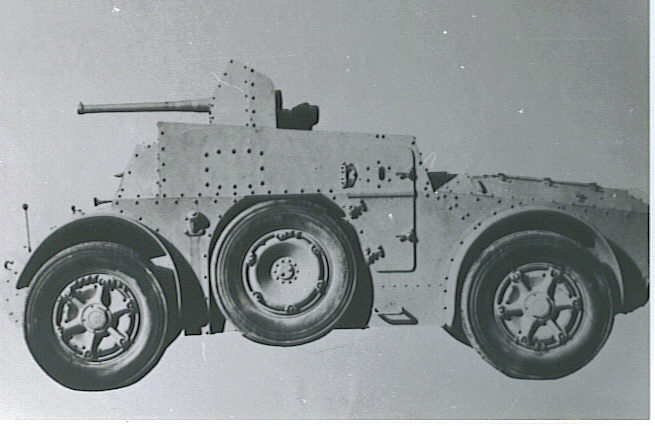
Cannone da 47/32 su Autoblinda 42
AB 41をベースにM13/40中戦車と同じ32口径 47 mm砲を搭載した装輪式自走砲。戦闘室は増積された上にオープントップとなり、そのほぼ中央に前方にのみ防盾を備えた47 mm砲が搭載された。1942年末に試作された。
Autoblinda 43
AB 41をベースとし、拡大された砲塔にM15/42と同じ40口径 47mm砲を搭載した装輪式装甲車。1943年に製造されたが、イタリア軍に配備される前に停戦となった。

## 登場作品

### ゲーム
『R.U.S.E.』
イタリアの装甲偵察ユニットとしてAB 40が登場。
『War Thunder』
イタリアの最初に開発できる軽戦車(装甲車)AB 41として登場。またAB 43も登場。

## 参考資料
- 伊吹竜太郎、「第2次大戦イタリア軍装甲車」、『月刊グランドパワーNo.151』2006年12月号、ガリレオ出版